# Antje Harveyová
Antje Harveyová (rodným jménem Miserskyová, * 10. května 1967 Magdeburg) je bývalá německá běžkyně na lyžích a biatlonistka. Reprezentovala nejprve Německou demokratickou republiku („Východní Německo“) a později sjednocené Německo.
Na olympijských hrách v Albertville roku 1992 vyhrála biatlonový závod na 15 kilometrů. Ve sprintu na 7,5 km na stejných hrách získala stříbro. Má i dvě medaile ze štafet, stříbra z Albertvillu a z Lillehammeru z roku 1994. Ze štafety má i titul mistryně světa z roku 1995. Jejím nejlepším celkovým umístěním ve Světovém poháru bylo páté místo roku 1991. V roce 1995 sportovní kariéru ukončila a odstěhovala se do Spojených států. Zde se stala členkou mormonské církve. Roku 2000 se stala americkou občankou.
K biatlonu přešla v roce 1989 poté, co odmítla v lyžařské reprezentaci NDR užívat doping. Za tento postoj získala později, v roce 1995, cenu Heidi-Krieger-Medal. V běhu na lyžích předtím dosáhla i jistých úspěchů, především získala bronz ve štafetě na mistrovství světa v klasickém lyžování v roce 1985.